# Успенский, Михаил Васильевич
Михаи́л Васи́льевич Успе́нский (1833—1914) — профессор медицины, врач, основавший в Москве первую клинику уха, горла, носа, действительный статский советник.

## Биография

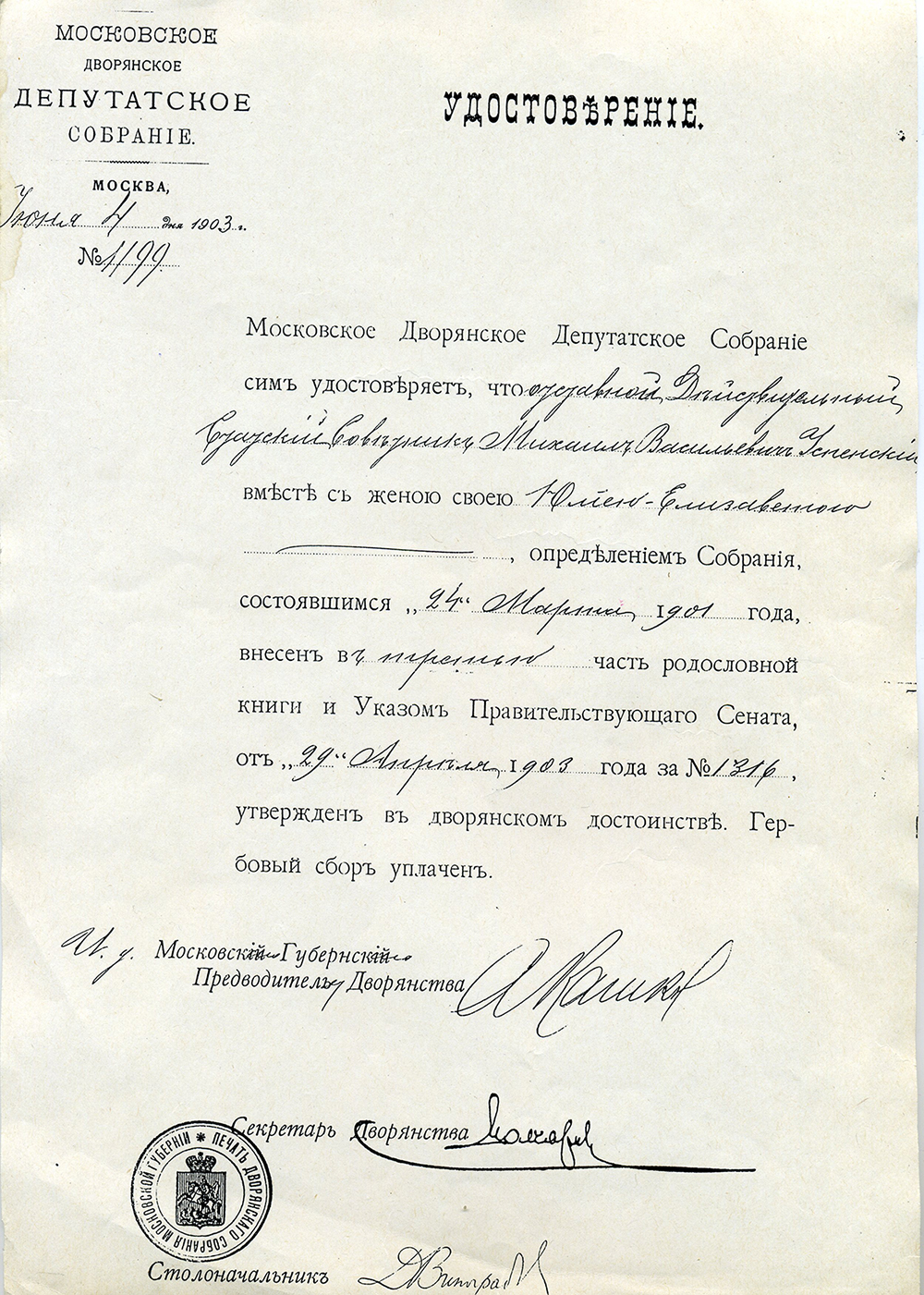
Удостоверение о пожаловании Дворянского достоинства М. В. Успенскому

Родился в Звенигороде. Учился в Тульской духовной семинарии, а затем в Императорской медико-хирургической академии, курс которой окончил в 1858 году. Служил младшим врачом лейб-гвардии Кирасирского полка. В 1870 году удостоен степени доктора медицины.
В 1874 году назначен приват-доцентом при университете св. Владимира. С 1882 года также в качестве приват-доцента Московского университета преподавал отиатрию и до 1897 года вёл курсы в старых клиниках, помещавшихся тогда на Рождественке. В 1901 году М. В. Успенский основал в Москве первую клинику уха, горла, носа.
По чину действительного статского советника 24 марта 1901 года было пожаловано Дворянское достоинство.
Похоронен на Введенском (Немецком) кладбище в Москве.

### Семья
Жена — Юлия Елисавета Фастена (1.11.1860 — ?), потомственная почётная гражданка г. Риги.
- сын — Михаил (1895—1984) — заслуженный художник РСФСР, главный художник Государственного Исторического музея, а затем Музея Революции.
  - внуки — Савва (зоолог, доктор биологических наук, исследователь Арктики) и Михаил.

## Научная деятельность
Автор около 20 печатных работ (в том числе статей в «Медицинском обозрении», «Медицинском вестнике», «Annales des maladies del’оrеillе» и др.), из них 16 по отиатрии и 2 по ринологии.
Кроме того, будучи прекрасным певцом и готовясь поступить в консерваторию, перевел Ricardo Botey «Болезни голоса певцов» и A. Gouguenheim «Физиология голоса и пения».

## Избранные труды
- Успенский М. В. К учению о слизистой оболочке барабанной полости у новорожденных детей (в анатомо-патологическом отношении) : Дисс. … д-ра мед. — СПб. : тип. т-ва «Обществ. польза», 1870. — 23 с. — (Отт. из «Мед. вестн.» 1869, № 15).
- Успенский М. В. О вреде курения для здоровья. — М.: Посредник, 1912. — 16 с.
- Успенский М. В. Опыт популярной военной гигиены : С указанием подания помощи в несчастных случаях в отсутствие врача. — СПб.: тип. т-ва «Обществ. польза», 1872. — 4+85 с.
- Успенский М. В. Случай истерической глухоты после двухстороннего гнойного отита. — [М.] : тип. Э. Лисснер и Ю. Роман, ценз. 1881. — 5 с. — (Отт. из «Летописи Хирург. о-ва в Москве». 1881, № 10, Протокол, № 16)
- Успенский М. В. Ушная течь или гнойное воспаление среднего уха : Проб. лекция, чит. в Ун-те св. Владимира 21 апр. 1876 г. для приобретения звания прив.-доц. д-ром мед. М. Успенским. — Киев : Унив. тип., 1876. — 2+15 с.

переводы
- Ботей Р. Болезни голоса у певцов и их лечение : С 22 рис. в тексте и предисл. авт. к рус. пер / Пер. с фр. д-ра М. Успенского. — М.: типо-лит. т-ва И. Н. Кушнерев и К°, 1900. — 135 с.
- Гугенгейм А., Лермуаэ М.[англ.] Физиология голоса и пения с наглядным изложением элементарной анатомии гортани и гигиена певца / Пер. с фр. М. Успенского. — М.: типо-лит. т-ва И. Н. Кушнерев и К°, 1890. — 8+162 с.